# Mitroplatia purpureoalba
Mitroplatia purpureoalba är en tvåvingeart som först beskrevs av Villeneuve 1926.  Mitroplatia purpureoalba ingår i släktet Mitroplatia och familjen husflugor. Inga underarter finns listade i Catalogue of Life.